# Professor Oak
Professor Oak är en mänsklig fantasifigur från Pokémonserien som framträder både i anime-serien och i vissa av spelen.

## I spelen

### Röd och Blå
Oak introducerar spelfiguren till Pokémonvärlden, och ger honom sin första pokémon; han får välja mellan Bulbasaur, Squirtle och Charmander. Oak har ett barnbarn, som han har glömt namnet på. Spelaren får hjälpa honom att "komma ihåg" namnet - det som egentligen görs är att spelaren väljer ett namn åt Oaks barnbarn. Standardnamnet för honom är Blue.

## I animen
Det är han som fångar Ash Ketchums första Pokémon, Pikachu, och ger den till honom i Pokémon Gul. Hans barnbarn, Gary Oak, är Ashs rival. Professor Oak är den som ger Ash och Gary deras Pokédex.